# Gunnel Färm
Gunnel Färm, född 1945 i byn Graversfors (norr om Norrköping), är en svensk lärare, ämbetsman och tidigare socialdemokratisk politiker. Hon har genom yrkeslivet verkat som ombudsman, politiskt sakkunnig och i andra roller på facklig, kommunal och departementsnivå. 

## Biografi

### Uppväxt och studier
Färm växte upp i den tidigare bruksorten Graversfors, där hennes farfar under hennes uppväxt drev ett stensliperi som Färms far arbetade i. Fadern dog dock när Färm sex år och hennes yngre syster tre. Deras mor tog då anställning i byns lanthandel. Byn saknade skola, så Färms skolgång skedde i närliggande Åby; hon fick börja i sex års ålder eftersom hon redan lärt sig läsa.
Gunnel Färms år i folkskolan blev endast fyra år, varefter hon fick lov att börja i den kommunala flickskolan i Norrköping. Färms politiska intresse väcktes genom hennes upptäckt av klassamhället och de ekonomiska olika uppväxtvillkoren för henne och de andra eleverna. Efter några år fortsatte studierna vid Norrköpings läroverk, där hon tog studentexamen vid den helklassiska grenen på latinlinjen.
Därefter fortsatte studierna i språk vid Lunds universitet, med tyska som huvudspråk. Färm avlade en fil.mag. och studerade under ett års tid på lärarhögskolan i Malmö.

### 1970- och 1980-talet
Efter några år som lärare i Upplands Väsby övergick hon till arbete på Utbildningsdepartementet. Bland hennes uppdrag där var att utreda lärarutbildningen.
I slutet av 1970-talet rekryterades Färm till Statsanställdas Förbund, där hon åren 1977–1982 var ombudsman och ansvarig för kontakter med regeringskansliet och SAP. När Socialdemokraterna 1982 återfick regeringsmakten blev Färm politiskt sakkunnig på Kommunikationsdepartementet (samma år publicerade partiet hennes bok Den mänskliga sektorn). Efter ett år i rollen utsågs hon till landstingsråd för kultur- och utbildningsfrågor i Stockholms läns landsting, och på landstingsnivå hade hon sedan början av 1970-talet suttit i landstingsfullmäktige. Hon hade även sedan ett tiotal år varit aktiv i S-kvinnor.
1986 återkom hon till Kommunikationsdepartementet, först som politiskt sakkunnig och därefter som statssekreterare fram till 1990. Under sin tid på departementet arbetade hon tidvis under Curt Boström, Sven Hulterström eller Georg Andersson. Hon ägnade en hel del tid åt det infrastrukturprojekt som ledde till skapandet av Banverket, men även åt omstrukteringen och liberaliseringen av taxinäringen.

### Senare år
Under 1990-talet övergick Färm åt arbete och forskning relaterat till säkerhetsfrågor. Hon var generaldirektör vid Statens Väg- och trafikforskningsinstitut 1990–1995 och vid Rådet för arbetslivsforskning från 1995, tills myndigheten lades ned 31 december 2000. Hon tillträdde den 1 januari 2002 som ny generaldirektör för Elsäkerhetsverket, där hon stannade till pensioneringen 1 juni 2008. 
Gunnel Färm har parallellt eller som del av sina anställningar varit del av en mängd statliga utredningar. Det inkluderar utredningar inför civilförsvarets finansering och skapandet av Rikstrafiken (senare del av Trafikverket).
Hon har varit ledamot av en mängd olika styrelser på lokal, nationell och internationell nivå. Det inkluderar som ordförande för Sjöfartsverket, Institutet för transportforskning, Kommittén för Stockholmsforskning, AB Sweroad (den internationella verksamheten hos Vägverket) samt av Värmdö Hamnar AB.

### Privatliv
Under studietiden i Lund blev Färm sambo med studentkamraten Ingemar, som hon blivit bekant med via aktiviteter på SSU; därefter gifte de sig. När han fick arbete som politisk sekreterare i Stockholms stadshus, flyttade paret dit. Ingemar Färm har sedermera bland annat arbetat som utredningssekreterare.
2019 blev Gunnel Färm rullstolsburen, efter en infarkt i ryggmärgen. Hon har på senare varit aktiv inom PRO och vid Neuroförbundets stockholmsavdelning.